# IC 754
IC 754 је елиптична галаксија у сазвјежђу Дјевица која се налази на листи објеката дубоког неба у Индекс каталогу.
Деклинација објекта је - 1° 39' 16" а ректасцензија 11h 59m 23,5s. Привидна величина (магнитуда) објекта IC 754 износи 13,2 а фотографска магнитуда 14,2. IC 754 је још познат и под ознакама UGC 6984, MCG 0-31-13, CGCG 13-25, PGC 37757.